# Gymnostomiella tuberculosa
Gymnostomiella tuberculosa là một loài Rêu trong họ Pottiaceae. Loài này được (Renauld & Paris) Arts & P. Sollman mô tả khoa học đầu tiên năm 2002.